# Vieno Johannes Sukselainen
Vieno Johannes Sukselainen ( 12 de octubre de 1906 - 6 de abril de 1995)  fue un político finés, que fue Primer ministro de Finlandia en 1957 y de 1959 a 1961; y presidente del partido de centro de 1945-1964. Además fue ministro en varias ocasiones.
De 1954 a 1971 fue director general del instituto de pensiones de Finlandia.
| Predecesor: Karl-August Fagerholm | Primer ministro de Finlandia 1957 1959 - 1961 | Sucesor: Rainer von Fieandt Martti Miettunen |